# Erdeven
Erdeven (en bretó An Ardeven, gal·ló Evrigèt) és un municipi francès, situat a la regió de Bretanya, al departament d'Ar Mor-Bihan. L'any 2006 tenia 2.606 habitants.

## Demografia
| 1962                                       | 1968  | 1975  | 1982  | 1990  | 1999  |  |
| ------------------------------------------ | ----- | ----- | ----- | ----- | ----- |  |
| 1.864                                      | 1.910 | 1.986 | 2.145 | 2.352 | 2.523 |  |
| Des de 1962: població sense dobles comptes |       |       |       |       |       |  |

## Administració
| Període   | Identitat     | Partit |
| --------- | ------------- | ------ |
| 2001-2008 | Léon Nabat    |        |
| 2008-     | Bruno Goasmat |        |